# Borussia Verein für Bewegungspiele Neunkirchen 1963-1964
Questa voce raccoglie le informazioni riguardanti il Borussia Verein für Bewegungspiele Neunkirchen nelle competizioni ufficiali della stagione 1963-1964.

## Stagione
Nella stagione 1963-1964 il Borussia Neunkirchen, allenato da Horst Buhtz, concluse il campionato di Regionalliga sudovest al 1º posto. Fu promosso in Bundesliga dopo aver disputato gli spareggi promozione.

## Rosa
| N. |                     | Ruolo | Calciatore      |
| -- | ------------------- | ----- | --------------- |
|    | Germania (bandiera) | P     | Willi Ertz      |
|    | Germania (bandiera) | P     | Horst Kirsch    |
|    | Germania (bandiera) | D     | Fritz Backes    |
|    | Germania (bandiera) | D     | Erwin Glod      |
|    | Germania (bandiera) | D     | Peter Hellwig   |
|    | Germania (bandiera) | D     | Erich Leist     |
|    | Germania (bandiera) | D     | Dieter Schock   |
|    | Germania (bandiera) | D     | Hans Schreier   |
|    | Germania (bandiera) | D     | Günter Schröder |
|    | Germania (bandiera) | C     | Dieter Harig    |
|    | Germania (bandiera) | C     | Achim Melcher   |

| N. |                     | Ruolo | Calciatore              |
| -- | ------------------- | ----- | ----------------------- |
|    | Germania (bandiera) | C     | Karl-Heinz Pulvermüller |
|    | Germania (bandiera) | C     | Karl Ringel             |
|    | Germania (bandiera) | A     | Horst Berg              |
|    | Germania (bandiera) | A     | Rüdiger Gratz           |
|    | Germania (bandiera) | A     | Günther Kuntz           |
|    | Germania (bandiera) | A     | Elmar May               |
|    | Germania (bandiera) | A     | Volker Münz             |
|    | Germania (bandiera) | A     | Paul Pidancet           |
|    | Germania (bandiera) | A     | Heinz Simmet            |
|    | Germania (bandiera) | A     | Peter Utzig             |

## Organigramma societario
Area tecnica
- Allenatore: Horst Buhtz
- Allenatore in seconda:
- Preparatore dei portieri:
- Preparatori atletici:
- Analisi video:

## Calciomercato

### Sessione estiva
| Acquisti | Acquisti | Acquisti | Acquisti |
| R.       | Nome     | da       | Modalità |
| -------- | -------- | -------- | -------- |

| Cessioni | Cessioni | Cessioni | Cessioni |
| R.       | Nome     | a        | Modalità |
| -------- | -------- | -------- | -------- |

## Risultati

### Regionalliga

#### Girone di andata
| 4 agosto 1963 1ª giornata | Borussia Neunkirchen | 1 – 0 | Weisenau |  |

| 11 agosto 1963 2ª giornata | Oppau | 1 – 5 | Borussia Neunkirchen |  |

| 18 agosto 1963 3ª giornata | Borussia Neunkirchen | 2 – 2 | VfR K'lautern |  |

| 25 agosto 1963 4ª giornata | Neuendorf | 3 – 3 | Borussia Neunkirchen |  |

| 1º settembre 1963 5ª giornata | Borussia Neunkirchen | 6 – 2 | Phönix Bellheim |  |

| 8 settembre 1963 6ª giornata | Saar 05 | 2 – 2 | Borussia Neunkirchen |  |

| 15 settembre 1963 7ª giornata | Borussia Neunkirchen | 5 – 1 | Eintracht Treviri |  |

| 22 settembre 1963 8ª giornata | Frankenthal | 1 – 0 | Borussia Neunkirchen |  |

| 6 ottobre 1963 9ª giornata | Borussia Neunkirchen | 3 – 0 | Röchling Völklingen |  |

| 13 ottobre 1963 10ª giornata | Phönix Ludwigshafen | 1 – 2 | Borussia Neunkirchen |  |

| 20 ottobre 1963 11ª giornata | Borussia Neunkirchen | 1 – 1 | Sportfreunde 05 Saarbrücken |  |

| 27 ottobre 1963 12ª giornata | Borussia Neunkirchen | 3 – 1 | Landau |  |

| 3 novembre 1963 13ª giornata | Pirmasens | 2 – 0 | Borussia Neunkirchen |  |

| 10 novembre 1963 14ª giornata | TSC Zweibrücken | 2 – 1 | Borussia Neunkirchen |  |

| 17 novembre 1963 15ª giornata | Borussia Neunkirchen | 2 – 0 | Wormatia Worms |  |

| 24 novembre 1963 16ª giornata | Borussia Neunkirchen | 1 – 1 | Magonza |  |

| 1º dicembre 1963 17ª giornata | Tura Ludwigshafen | 0 – 3 | Borussia Neunkirchen |  |

| 8 dicembre 1963 18ª giornata | Borussia Neunkirchen | 2 – 0 | Ludwigshafener SC |  |

| 15 dicembre 1963 19ª giornata | Niederlahnstein | 0 – 2 | Borussia Neunkirchen |  |

#### Girone di ritorno
| 29 dicembre 1963 20ª giornata | Weisenau | 2 – 2 | Borussia Neunkirchen |  |

| 5 gennaio 1964 21ª giornata | Borussia Neunkirchen | 7 – 1 | Oppau |  |

| 12 gennaio 1964 22ª giornata | VfR K'lautern | 1 – 3 | Borussia Neunkirchen |  |

| 19 gennaio 1964 23ª giornata | Borussia Neunkirchen | 2 – 0 | Neuendorf |  |

| 26 gennaio 1964 24ª giornata | Phönix Bellheim | 1 – 1 | Borussia Neunkirchen |  |

| 2 febbraio 1964 25ª giornata | Borussia Neunkirchen | 2 – 2 | Saar 05 |  |

| 9 febbraio 1964 26ª giornata | Eintracht Treviri | 1 – 3 | Borussia Neunkirchen |  |

| 16 febbraio 1964 27ª giornata | Borussia Neunkirchen | 0 – 0 | Frankenthal |  |

| 23 febbraio 1964 28ª giornata | Röchling Völklingen | 1 – 1 | Borussia Neunkirchen |  |

| 1º marzo 1964 29ª giornata | Borussia Neunkirchen | 4 – 2 | Phönix Ludwigshafen |  |

| 8 marzo 1964 30ª giornata | Sportfreunde 05 Saarbrücken | 0 – 2 | Borussia Neunkirchen |  |

| 15 marzo 1964 31ª giornata | Landau | 0 – 5 | Borussia Neunkirchen |  |

| 22 marzo 1964 32ª giornata | Borussia Neunkirchen | 3 – 1 | Pirmasens |  |

| 29 marzo 1964 33ª giornata | Borussia Neunkirchen | 5 – 0 | TSC Zweibrücken |  |

| 5 aprile 1964 34ª giornata | Wormatia Worms | 0 – 1 | Borussia Neunkirchen |  |

| 12 aprile 1964 35ª giornata | Magonza | 0 – 2 | Borussia Neunkirchen |  |

| 19 aprile 1964 36ª giornata | Borussia Neunkirchen | 3 – 0 | Tura Ludwigshafen |  |

| 26 aprile 1964 37ª giornata | Ludwigshafener SC | 0 – 6 | Borussia Neunkirchen |  |

| 3 maggio 1964 38ª giornata | Borussia Neunkirchen | 10 – 0 | Niederlahnstein |  |

### Spareggi promozione
| Arbitro: | Kreitlein |

|                                              |           |            |
| Fiebach 21’ Fischer 24’, 71’, 83’ Reimer 45’ | Marcatori | 65’ Simmet |

| Arbitro: | Weyland |

|                                      |           |               |
| Kuntz 28’ Berg 61’, 73’ Pidancet 63’ | Marcatori | 51’ Osterhoff |

| Arbitro: | Baumgärtel |

|  |           |               |
|  | Marcatori | 21’ Ohlhauser |

| Arbitro: | Niemeyer |

|  |           |                             |
|  | Marcatori | 23’ (rig.) Ringel 77’ Kuntz |

| Arbitro: | Epping |

|  |           |            |
|  | Marcatori | 85’ Ringel |

| Arbitro: | Sparing |

|         |           |  |
| May 10’ | Marcatori |  |

## Statistiche

### Statistiche di squadra
| Competizione          | Punti | In casa | In casa | In casa | In casa | In casa | In casa | In trasferta | In trasferta | In trasferta | In trasferta | In trasferta | In trasferta | Totale | Totale | Totale | Totale | Totale | Totale | DR  |
| Competizione          | Punti | G       | V       | N       | P       | Gf      | Gs      | G            | V            | N            | P            | Gf           | Gs           | G      | V      | N      | P      | Gf     | Gs     | DR  |
| --------------------- | ----- | ------- | ------- | ------- | ------- | ------- | ------- | ------------ | ------------ | ------------ | ------------ | ------------ | ------------ | ------ | ------ | ------ | ------ | ------ | ------ | --- |
| Regionalliga sudovest | 60    | 19      | 14      | 5       | 0       | 62      | 14      | 19           | 11           | 5            | 3            | 44           | 18           | 38     | 25     | 10     | 3      | 106    | 32     | +74 |
| Spareggi promozione   | -     | 3       | 2       | 0       | 1       | 5       | 2       | 3            | 2            | 0            | 1            | 4            | 5            | 6      | 4      | 0      | 2      | 9      | 7      | +2  |
| Totale                | 60    | 22      | 16      | 5       | 1       | 67      | 16      | 22           | 13           | 5            | 4            | 48           | 23           | 44     | 29     | 10     | 5      | 115    | 39     | +76 |

### Andamento in campionato
| Giornata  | 1 | 2 | 3 | 4 | 5 | 6 | 7 | 8 | 9 | 10 | 11 | 12 | 13 | 14 | 15 | 16 | 17 | 18 | 19 | 20 | 21 | 22 | 23 | 24 | 25 | 26 | 27 | 28 | 29 | 30 | 31 | 32 | 33 | 34 | 35 | 36 | 37 | 38 |
| --------- | - | - | - | - | - | - | - | - | - | -- | -- | -- | -- | -- | -- | -- | -- | -- | -- | -- | -- | -- | -- | -- | -- | -- | -- | -- | -- | -- | -- | -- | -- | -- | -- | -- | -- | -- |
| Luogo     | C | T | C | T | C | T | C | T | C | T  | C  | C  | T  | T  | C  | C  | T  | C  | T  | T  | C  | T  | C  | T  | C  | T  | C  | T  | C  | T  | T  | C  | C  | T  | T  | C  | T  | C  |
| Risultato | V | V | N | N | V | N | V | P | V | V  | N  | V  | P  | P  | V  | N  | V  | V  | V  | N  | V  | V  | V  | N  | N  | V  | N  | N  | V  | V  | V  | V  | V  | V  | V  | V  | V  | V  |
| Posizione | 7 | 2 | 3 | 4 | 3 | 3 | 3 | 3 | 3 | 3  | 3  | 3  | 3  | 5  | 5  | 4  | 3  | 3  | 3  | 3  | 3  | 3  | 3  | 3  | 3  | 3  | 3  | 3  | 3  | 3  | 2  | 2  | 2  | 1  | 1  | 1  | 1  | 1  |

Legenda:

Luogo: C = Casa; T = Trasferta. Risultato: V = Vittoria; N = Pareggio; P = Sconfitta.

### Statistiche dei giocatori
| F. Backes       | 0 | 0 | 0 | 0 |
| H. Berg         | 3 | 2 | 0 | 0 |
| W. Ertz         | 4 | 0 | 0 | 0 |
| E. Glod         | 6 | 0 | 0 | 0 |
| R. Gratz        | 0 | 0 | 0 | 0 |
| D. Harig        | 0 | 0 | 0 | 0 |
| P. Hellwig      | 0 | 0 | 0 | 0 |
| H. Kirsch       | 2 | 0 | 0 | 0 |
| G. Kuntz        | 6 | 2 | 0 | 0 |
| E. Leist        | 6 | 0 | 0 | 0 |
| E. May          | 5 | 1 | 0 | 0 |
| A. Melcher      | 4 | 0 | 0 | 0 |
| V. Münz         | 1 | 0 | 0 | 0 |
| P. Pidancet     | 5 | 1 | 0 | 0 |
| K. Pulvermüller | 0 | 0 | 0 | 0 |
| K. Ringel       | 6 | 2 | 0 | 0 |
| D. Schock       | 6 | 0 | 0 | 0 |
| H. Schreier     | 5 | 0 | 0 | 0 |
| G. Schröder     | 6 | 0 | 0 | 0 |
| H. Simmet       | 1 | 1 | 0 | 0 |
| P. Utzig        | 0 | 0 | 0 | 0 |